# Unia Metropolii Polskich
Unia Metropolii Polskich im. Pawła Adamowicza – fundacja założona przez gminy miejskie będące głównymi miastami Polski i ośrodkami obszarów metropolitalnych.

## Historia
Unia Metropolii Polskich została założona 11 października 1990 roku w Krakowie z inicjatywy prezydentów miast Gdańska, Krakowa, Poznania, Warszawy i Wrocławia, jako forum solidarności władz metropolitalnych w działaniach zmierzających do sieciowego powiązania miast postkomunistycznych z demokratycznymi miastami Europy i świata, według projektu Instytutu Miasta pt. „Tyle państwa ile miasta”.
Początkowo Unia Metropolii Polskich działała w formie konwentu prezydentów miast. W 1993 roku Unia Metropolii Polskich zarejestrowała się jako fundacja miast i została jednym z inicjatorów utworzenia Komisji Wspólnej Rządu i Samorządu Terytorialnego, której stronę samorządową współtworzy razem z następującymi organizacjami: Unią Miasteczek Polskich, Związkiem Miast Polskich, Związkiem Powiatów Polskich, Związkiem Gmin Wiejskich RP, Związkiem Województw RP. Wszystkie obecne miasta wchodzące w skład Unii Metropolii Polskich są członkami zwyczajnymi Stowarzyszenia Eurocities, zrzeszającego wielkie miasta europejskie. Przedstawiciele Unii Metropolii Polskich zasiadają w Komitecie Regionów Unii Europejskiej. Od 3 czerwca 2019 roku Unia nosi imię Pawła Adamowicza.

## Fundatorzy
Obecnie do rady fundacji unii należy 12 miast:
- Białystok
- Bydgoszcz
- Gdańsk
- Katowice
- Kraków
- Lublin
- Łódź
- Poznań
- Rzeszów
- Szczecin
- Warszawa
- Wrocław

Unia Metropolii Polskich jest członkiem stowarzyszonym Światowego Stowarzyszenia Wielkich Metropolii Metropolis (członkiem zwyczajnym Metropolis jest Warszawa). Miasta stowarzyszone w Unii (z wyjątkiem Krakowa i Szczecina) są także członkami zwyczajnymi Stowarzyszenia Eurocities zrzeszającego wielkie miasta europejskie.

## Zarząd
- Tadeusz Truskolaski – prezes Zarządu (prezydent miasta Białystok)
- Piotr Krzystek – sekretarz Zarządu (prezydent miasta Szczecin)
- Mirosław Czekaj – skarbnik Zarządu (skarbnik miasta stołecznego Warszawy)
- Aleksandra Dulkiewicz – członek Zarządu (prezydent miasta Gdańsk)
- Jacek Jaśkowiak – członek Zarządu (prezydent miasta Poznań)
- Krzysztof Żuk – członek Zarządu (prezydent miasta Lublin)

### Dawni prezesi zarządu
W poprzednich kadencjach prezesami zarządu fundacji były następujące osoby:
- Grzegorz Palka (1993–97; prezydent Łodzi)
- Marcin Święcicki (1997–99; prezydent Warszawy)
- Andrzej Gołaś (1999–2002; prezydent Krakowa)
- Piotr Uszok (2002–06; prezydent Katowic)
- Paweł Adamowicz (2007–11 oraz 2011–15; prezydent Gdańska)
- Rafał Dutkiewicz (2015–19; prezydent Wrocławia)